# Briefmarken-Jahrgang 1955 der Deutschen Post der DDR
Der Briefmarken-Jahrgang 1955 der Deutschen Post der Deutschen Demokratischen Republik umfasst 46 Sondermarken und 3 Briefmarkenblocks, deren Marken auch als Einzelwerte ausgegeben wurden. Eine Sondermarke wurde mit einem Zuschlag verausgabt. Zwei Briefmarkenblocks wurden zu einem Verkaufspreis über dem Nominalwert abgegeben, insgesamt ergab sich ein Zuschlag von 40 Pfennigen.
Seit diesem Briefmarken-Jahrgang wurden bei den meisten Briefmarkensätzen in der Regel ein Wert und fast alle Blockausgaben in deutlich reduzierter Auflage gedruckt. Diese sog. Werte in geringer Auflage waren an den Postschaltern grundsätzlich nur unter Vorlage eines bei der Deutschen Post für DDR-Bürger zu beantragenden Sammlerausweises in begrenzter Menge erhältlich. In diesem Markenjahr lag ihre Auflagenhöhe bei 750 000 Stück. Der Abgabebegrenzung waren bereits seit 1954 auch die meisten Blockausgaben unterfallen.
Der Emissionsplan umfasste auch weitere sechs Werte der Fünfjahrplan-Dauerserie, wovon zwei Werte (Mi. 453 und 455) und ein Wert der alten Serie (Mi. 406) im März auch in einem Briefmarkenheft für 2 DM verkauft wurden. Dieses erste Markenheftchen der Deutschen Post der DDR enthielt drei Markenheftchenblätter mit insgesamt sechs Werten zu 5 Pf., sieben Werten zu 10 Pf. und fünf Werten zu 20 Pf.
Die Werte wurden mit einer Ausnahme (Mi. 449, Überdruckmarke) sämtlich auf Papier mit dem Wasserzeichen Nr. 2 (DDR und Posthorn) gedruckt.
Es wurden insgesamt 49 Motive ausgegeben. Davon erschienen elf auch als geschnittene Ausgabe auf Briefmarkenblocks; drei Motive gab es mit unterschiedlicher Frankatur.
Die Gültigkeit der Sondermarken endete einheitlich am 31. Dezember 1956; nur bei den beiden beschnittenen Karl-Marx-Blocks lief die Postgültigkeit bereits am 30. Juni 1955 aus, da die ursprüngliche Blockausgabe bereits von 1953 stammte und die DDR-Post diese Marken nicht als Neuausgabe betrachtete. Die Dauermarken hatten bis zum 31. Dezember 1962 Gültigkeit; der 20-Pf-Wert (Mi. 455) durfte nur bis zum 31. Mai 1962 verwendet werden.

## Besonderheiten
Sondermarken
Dieser Jahrgang erlebte eine deutliche Steigerung des Ausgabevolumens. So wurde die bereits im 5. Jahrgang mit zwei Werten erfolgende Würdigung der Leipziger Messe nunmehr auf beide Messen (Frühjahr und Herbst) ausgedehnt. Die Dominanz politikbezogener Themen hielt an: Es wurden sozialdemokratische und kommunistische Führer der deutschen Arbeiterbewegung, die 10. Jahrestage der Befreiung vom Faschismus und der Einleitung der Bodenreform sowie der 60. Todestag von Friedrich Engels umfangreich durch Marken und teilweise Blocks gewürdigt. Ausgabeanlässe auf dem Gebiet von Kultur und Kunst waren u. a. der 150. Todestag von Friedrich Schiller, der Wiederaufbau kriegszerstörter Bauwerke in der DDR und die Rückgabe von nach dem Kriegsende zunächst beschlagnahmten Gemälden der Dresdner Gemäldegalerie durch die UdSSR.
Bei der Zurücksendung von Restbeständen der Karl-Marx-Blockpaare aus dem Jahre 1953 von den Postwertzeichenverteilungsstellen an die Versandstelle in Berlin kam es bei einer größeren Anzahl der gezähnten Blocks zu Randbeschädigungen. Von der Versandstelle wurden die Blockränder daraufhin bis auf einen Rand von 5 mm beschnitten und die beschnittenen Briefmarkenblocks über den Sammlerschalter des Hauptpostamts W 8 in der Französischen Straße in Berlin zum Nominalpreis ohne Zuschlag verkauft. In der Geschichte der Deutschen Post der DDR war dies ein einmaliger Vorgang.
Dauermarken
Die Neuausgabe der Dauerserie von 1953 machte sich aufgrund der Portosenkungen und damit geänderten Wertstufen erforderlich.

## Liste der Ausgaben und Motive
Legende
- Bild: Eine bearbeitete Abbildung der genannten Marke. Das Verhältnis der Größe der Briefmarken zueinander ist in diesem Artikel annähernd maßstabsgerecht dargestellt. Sollten keine Marken abgebildet sein, liegt es daran, dass das Urheberrecht des Künstlers noch nicht erloschen ist.
- Beschreibung: Eine Kurzbeschreibung des Motivs und/oder des Ausgabegrundes. Bei ausgegebenen Serien oder Blocks werden die zusammengehörigen Beschreibungen mit einer Markierung versehen eingerückt.
- Wert: Der Frankaturwert der einzelnen Marke in Pfennig. Ein „+“ bedeutet, dass es sich um eine Zuschlagsmarke handelt (= Frankaturwert + Spende).
- Ausgabedatum: Das Datum des erstmaligen Verkaufs dieser Briefmarke.
- Gültig bis: Das Datum, an dem die Gültigkeit endete.
- Auflage: Soweit bekannt, wird hier die zum Verkauf angebotene Anzahl dieser Ausgabe angegeben.
- Entwurf: Soweit bekannt, wird hier angegeben, von wem der Entwurf dieser Marke stammt.
- Mi.-Nr.: Diese Briefmarke wird im Michel-Katalog unter der entsprechenden Nummer gelistet.

| Sondermarken                              | |                                           |                                           |                                           |                                           |                                           |         |
| Bild                                      | Beschreibung | Wert                                      | Ausgabe- datum (1955)                     | Gültig bis                                | Auflage                                   | Entwurf                                   | Mi.-Nr. |
|                                           | Leipziger Frühjahrsmesse 1955 - Messepavillon der UdSSR auf dem Gelände der Technischen Messe | 20                                        | 21. Februar                               | 31. Dezember 1956                         | 3.000.000                                 | Erich Gruner                              | 447     |
|                                           | - Chinesischer Messepavillon auf dem Gelände der Technischen Messe | 35                                        | 21. Februar                               | 31. Dezember 1956                         | 1.000.000                                 | Erich Gruner                              | 448     |
|                                           | Hilfe für die Hochwassergeschädigten Die Originalmarke ohne Aufdruck aus dem Jahr 1954 hat die Michel-Nummer 431. Talsperre mit Wertzifferaufdruck | 20 + 5                                    | 25. Februar                               | 31. Dezember 1956                         | 2.500.000                                 | Kurt Eigler                               | 449     |
|                                           | Internationaler Frauentag - Drei Frauen unterschiedlicher Hautfarbe, Demonstration | 10                                        | 1. März                                   | 31. Dezember 1956                         | 3.000.000                                 | Erich Gruner                              | 450     |
|                                           | - Drei Frauen unterschiedlicher Hautfarbe, Demonstration | 20                                        | 1. März                                   | 31. Dezember 1956                         | 3.000.000                                 | Erich Gruner                              | 451     |
|                                           | Internationale Konferenz der Werktätigen des öffentlichen Dienstes im Weltgewerkschaftsbund (WGB) Demonstration, Fahne des Weltgewerkschaftsbundes | 10                                        | 15. März                                  | 31. Dezember 1956                         | 5.000.000                                 | Erich Gruner                              | 452     |
|                                           | Internationaler Tag der Befreiung vom Faschismus Diese und die folgende Marke wurden auch gemeinsam als geschnittener Briefmarkenblock ausgegeben. (Mi.-Nr. 459 B–460 B). - Ehrenmal auf dem Friedhof Brandenburg (Havel)                                   | 10                                        | 9. April                                  | 31. Dezember 1956                         | 3.000.000                                 | Kurt Eigler                               | 459 A   |
|                                           | - Ehrenmal auf dem Friedhof Brandenburg (Havel) | 20                                        | 9. April                                  | 31. Dezember 1956                         | 3.000.000                                 | Kurt Eigler                               | 460 A   |
| Die Michelnummer 461 wurde nicht vergeben | Die Michelnummer 461 wurde nicht vergeben | Die Michelnummer 461 wurde nicht vergeben | Die Michelnummer 461 wurde nicht vergeben | Die Michelnummer 461 wurde nicht vergeben | Die Michelnummer 461 wurde nicht vergeben | Die Michelnummer 461 wurde nicht vergeben | 461     |
| Die Michelnummer 462 wurde nicht vergeben | Die Michelnummer 462 wurde nicht vergeben | Die Michelnummer 462 wurde nicht vergeben | Die Michelnummer 462 wurde nicht vergeben | Die Michelnummer 462 wurde nicht vergeben | Die Michelnummer 462 wurde nicht vergeben | Die Michelnummer 462 wurde nicht vergeben | 462     |
|                                           | 10. Jahrestag der Befreiung vom Faschismus Ehrenmal für die gefallenen Soldaten der Roten Armee in Berlin–Treptow | 20                                        | 15. April                                 | 31. Dezember 1956                         | 3.000.000                                 | Kurt Eigler                               | 463     |
|                                           | 150. Todestag von Friedrich Schiller Diese und die folgenden zwei Marken wurden auch gemeinsam als geschnittener Briefmarkenblock ausgegeben. (Mi.-Nr. 464 B–466 B). - Friedrich Schiller nach einem Gemälde von Gerhard von Kügelgen, aufgeschlagenes Buch | 5                                         | 30. April                                 | 31. Dezember 1956                         | 750.000                                   | Kurt Eigler                               | 464 A   |
|                                           | - Friedrich Schiller | 10                                        | 30. April                                 | 31. Dezember 1956                         | 3.000.000                                 | Helmuth Götze                             | 465 A   |
|                                           | - Friedrich Schiller | 20                                        | 30. April                                 | 31. Dezember 1956                         | 3.000.000                                 | Engelbert Schoner                         | 466 A   |
| Die Michelnummer 467 wurde nicht vergeben | Die Michelnummer 467 wurde nicht vergeben | Die Michelnummer 467 wurde nicht vergeben | Die Michelnummer 467 wurde nicht vergeben | Die Michelnummer 467 wurde nicht vergeben | Die Michelnummer 467 wurde nicht vergeben | Die Michelnummer 467 wurde nicht vergeben | 467     |
| Die Michelnummer 468 wurde nicht vergeben | Die Michelnummer 468 wurde nicht vergeben | Die Michelnummer 468 wurde nicht vergeben | Die Michelnummer 468 wurde nicht vergeben | Die Michelnummer 468 wurde nicht vergeben | Die Michelnummer 468 wurde nicht vergeben | Die Michelnummer 468 wurde nicht vergeben | 468     |
| Die Michelnummer 469 wurde nicht vergeben | Die Michelnummer 469 wurde nicht vergeben | Die Michelnummer 469 wurde nicht vergeben | Die Michelnummer 469 wurde nicht vergeben | Die Michelnummer 469 wurde nicht vergeben | Die Michelnummer 469 wurde nicht vergeben | Die Michelnummer 469 wurde nicht vergeben | 469     |
|                                           | VIII. Internationale Radfernfahrt für den Frieden - Radrennfahrer, Wappen von Prag, Berlin, Warschau | 10                                        | 30. April                                 | 31. Dezember 1956                         | 3.000.000                                 | Bruno Petersen                            | 470     |
|                                           | - Radrennfahrer, Wappen von Prag, Berlin, Warschau | 20                                        | 30. April                                 | 31. Dezember 1956                         | 3.000.000                                 | Bruno Petersen                            | 471     |
|                                           | Führer der deutschen Arbeiterbewegung - Mitbegründer der KPD, Karl Liebknecht, Kundgebung | 5                                         | 20. Juni                                  | 31. Dezember 1956                         | 4.000.000                                 | Kurt Eigler, Bruno Petersen               | 472     |
|                                           | - SPD-Führer August Bebel, Versammlung | 10                                        | 20. Juni                                  | 31. Dezember 1956                         | 4.000.000                                 | Kurt Eigler, Bruno Petersen               | 473     |
|                                           | - Schriftsteller und Politiker Franz Mehring, Titelseite der Leipziger Volkszeitung | 15                                        | 20. Juni                                  | 31. Dezember 1956                         | 750.000                                   | Kurt Eigler, Bruno Petersen               | 474     |
|                                           | - KPD-Führer Ernst Thälmann vor Hafenarbeitern | 20                                        | 20. Juni                                  | 31. Dezember 1956                         | 5.000.000                                 | Kurt Eigler, Bruno Petersen               | 475     |
|                                           | - KPD-Politikerin Clara Zetkin, Versammlung | 25                                        | 20. Juni                                  | 31. Dezember 1956                         | 2.000.000                                 | Kurt Eigler, Bruno Petersen               | 476     |
|                                           | - SPD-Führer Wilhelm Liebknecht, Gerichtssaal | 40                                        | 20. Juni                                  | 31. Dezember 1956                         | 2.000.000                                 | Kurt Eigler, Bruno Petersen               | 477     |
|                                           | - Mitbegründerin der KPD, Rosa Luxemburg, Kundgebung | 60                                        | 20. Juni                                  | 31. Dezember 1956                         | 4.000.000                                 | Kurt Eigler, Bruno Petersen               | 478     |
|                                           | Leipziger Herbstmesse 1955 - Erzeugnisse der optischen Industrie, Messehallen 2 und 3 | 10                                        | 29. August                                | 31. Dezember 1956                         | 6.000.000                                 | Erich Gruner                              | 479     |
|                                           | - Keramische Erzeugnisse, Eingang zur Mädlerpassage | 20                                        | 29. August                                | 31. Dezember 1956                         | 6.000.000                                 | Erich Gruner                              | 480     |
|                                           | 10 Jahre Bodenreform - Überreichung der Besitzurkunde | 5                                         | 3. September                              | 31. Dezember 1956                         | 750.000                                   | Bruno Petersen                            | 481     |
|                                           | - Errichtung einer Neubauernsiedlung | 10                                        | 3. September                              | 31. Dezember 1956                         | 3.000.000                                 | Bruno Petersen                            | 482     |
|                                           | - Mähdrescher im Einsatz | 20                                        | 3. September                              | 31. Dezember 1956                         | 3.000.000                                 | Bruno Petersen                            | 483     |
|                                           | 10 Jahre Volkssolidarität Mann mit Opferschale und Zeichen der Volkssolidarität vor Erdhalbkugeln | 10                                        | 10. Oktober                               | 31. Dezember 1956                         | 3.000.000                                 | Paul Hohler, Franz Schreiber              | 484     |
|                                           | 60. Todestag von Friedrich Engels Diese und die folgenden fünf Marken wurden auch gemeinsam als geschnittener Briefmarkenblock ausgegeben. (Mi.-Nr. 485 B–490 B). - Friedrich Engels und Karl Marx im Generalrat der I. Internationale 1864                 | 5                                         | 7. November                               | 31. Dezember 1956                         | 5.000.000                                 | Theo Thomas                               | 485 A   |
|                                           | - Karl Marx und Friedrich Engels bei der Abfassung des „Kommunistischen Manifestes“ | 10                                        | 7. November                               | 31. Dezember 1956                         | 5.000.000                                 | Theo Thomas                               | 486 A   |
|                                           | - Friedrich Engels als Redakteur der Neuen Rheinischen Zeitung | 15                                        | 7. November                               | 31. Dezember 1956                         | 2.000.000                                 | Theo Thomas                               | 487 A   |
|                                           | - Friedrich Engels, Publizist, Sozialist | 20                                        | 7. November                               | 31. Dezember 1956                         | 6.000.000                                 | Theo Thomas                               | 488 A   |
|                                           | - Friedrich Engels, Jugendbildnis | 30                                        | 7. November                               | 31. Dezember 1956                         | 750.000                                   | Theo Thomas                               | 489 A   |
|                                           | - Friedrich Engels als Teilnehmer an den Barrikadenkämpfen 1848 | 70                                        | 7. November                               | 31. Dezember 1956                         | 2.000.000                                 | Theo Thomas                               | 490 A   |
|                                           | Wiederhergestellte historische Bauwerke - Magdeburger Dom | 5                                         | 14. November                              | 31. Dezember 1956                         | 3.000.000                                 | Kurt Eigler                               | 491     |
|                                           | - Deutsche Staatsoper in Berlin | 10                                        | 14. November                              | 31. Dezember 1956                         | 3.000.000                                 | Kurt Eigler                               | 492     |
|                                           | - Altes Rathaus in Leipzig | 15                                        | 14. November                              | 31. Dezember 1956                         | 2.000.000                                 | Kurt Eigler                               | 493     |
|                                           | - Rotes Rathaus in Berlin | 20                                        | 14. November                              | 31. Dezember 1956                         | 3.000.000                                 | Kurt Eigler                               | 494     |
|                                           | - Erfurter Dom | 30                                        | 14. November                              | 31. Dezember 1956                         | 750.000                                   | Kurt Eigler                               | 495     |
|                                           | - Dresdner Zwinger, Wallpavillon | 40                                        | 14. November                              | 31. Dezember 1956                         | 2.000.000                                 | Kurt Eigler                               | 496     |
|                                           | 400. Todestag von Georg Agricola Brustbild des Arztes, Humanisten und Mineralogen | 10                                        | 21. November                              | 31. Dezember 1956                         | 3.000.000                                 | Kurt Eigler                               | 497     |
|                                           | Von der UdSSR zurückgeführte Gemälde der Dresdner Gemäldegalerie (I) - „Bildnis eines jungen Mannes“ von Albrecht Dürer | 5                                         | 15. Dezember                              | 31. Dezember 1956                         | 4.000.000                                 | Erich Gruner                              | 504     |
|                                           | - „Das Schokoladenmädchen“ von Jean Etienne Liotard | 10                                        | 15. Dezember                              | 31. Dezember 1956                         | 4.000.000                                 | Erich Gruner                              | 505     |
|                                           | - „Bildnis eines Knaben“ von Pinturicchio | 15                                        | 15. Dezember                              | 31. Dezember 1956                         | 750.000                                   | Erich Gruner                              | 506     |
|                                           | - „Selbstbildnis“ mit Saskia von Rembrandt | 20                                        | 15. Dezember                              | 31. Dezember 1956                         | 4.000.000                                 | Erich Gruner                              | 507     |
|                                           | - „Brief lesendes Mädchen am Fenster“ von Jan Vermeer van Delft | 40                                        | 15. Dezember                              | 31. Dezember 1956                         | 2.000.000                                 | Erich Gruner                              | 508     |
|                                           | - „Die Sixtinische Madonna“ von Raffael | 70                                        | 15. Dezember                              | 31. Dezember 1956                         | 2.000.000                                 | Erich Gruner                              | 509     |
| Dauermarken                               | |                                           |                                           |                                           |                                           |                                           |         |
| Bild                                      | Beschreibung | Wert                                      | Ausgabe- datum (1955)                     | Gültig bis                                | Auflage                                   | Entwurf                                   | Mi.-Nr. |
|                                           | Dauermarkenserie: Fünfjahrplan (IV), Druck: VEB Deutsche Wertpapierdruckerei (DWD), Wasserzeichen Nr. 2 (DDR und Posthorn), Zähnung K 13:12 1/2 - Arbeiter tauschen Erfahrungen aus                                                                         | 10                                        | 22. Januar                                | 31. Dezember 1962                         | unbekannt                                 | Erich Gruner                              | 453     |
|                                           | - Stahlschmelzer, Hüttenwerk | 15                                        | 15. August                                | 31. Dezember 1962                         | unbekannt                                 | Erich Gruner                              | 454     |
|                                           | - Stalinallee (Berlin) | 20                                        | 22. Januar                                | 31. Mai 1962                              | unbekannt                                 | Erich Gruner                              | 455     |
|                                           | - Dresdner Zwinger (Kronentor). | 40                                        | 22. Januar                                | 31. Dezember 1962                         | unbekannt                                 | Erich Gruner                              | 456     |
|                                           | - Hochseeschiff auf Stapel | 50                                        | 22. Januar                                | 31. Dezember 1962                         | unbekannt                                 | Erich Gruner                              | 457     |
|                                           | - Familie vor dem Hochhaus an der Weberwiese (Berlin) | 70                                        | 15. August                                | 31. Dezember 1962                         | unbekannt                                 | Erich Gruner                              | 458     |

## Beschnittene Briefmarkenblocks

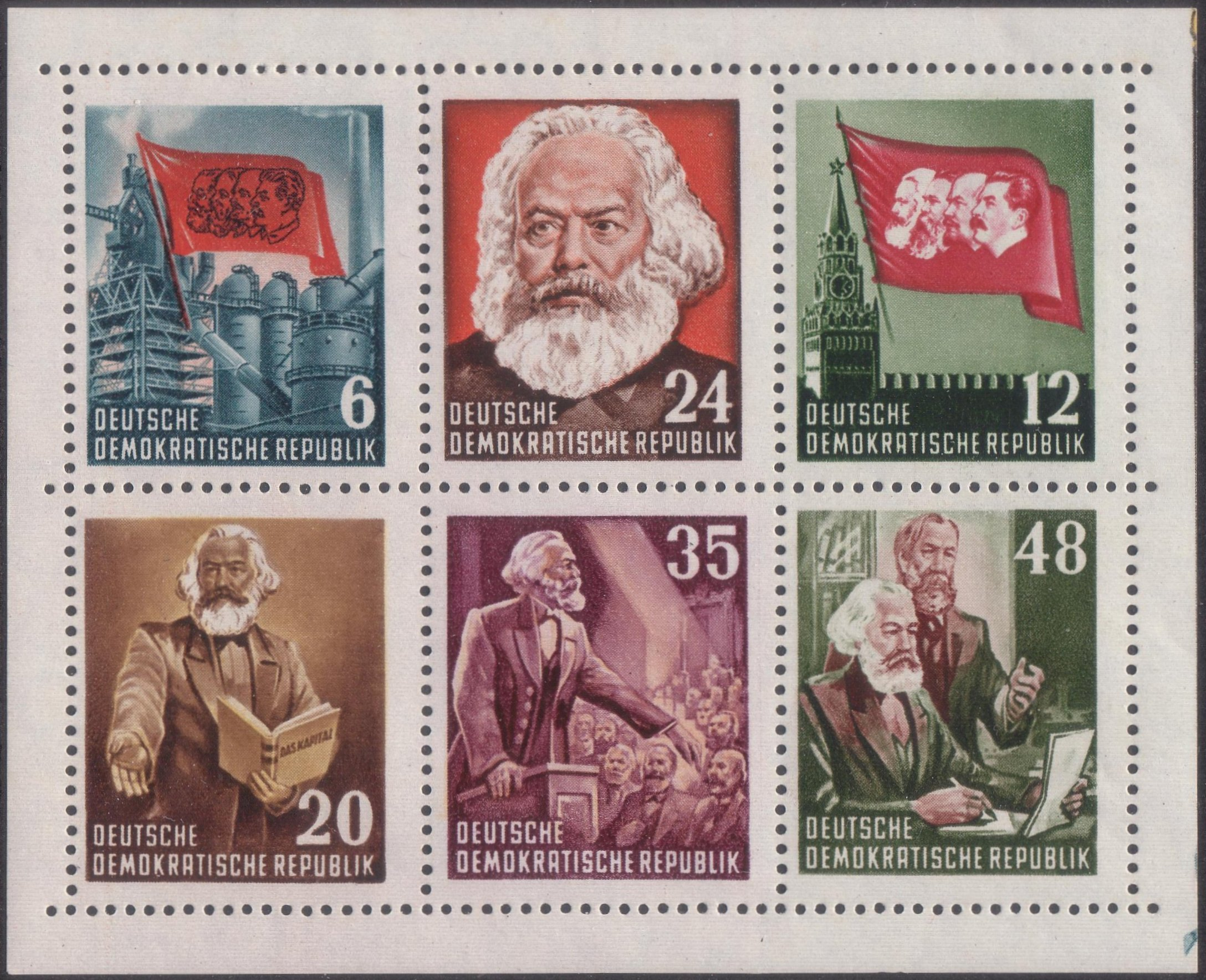
Beschnittener Block 8A „Karl-Marx-Jahr 1953“ (Ausgabetag: 10. März 1955)
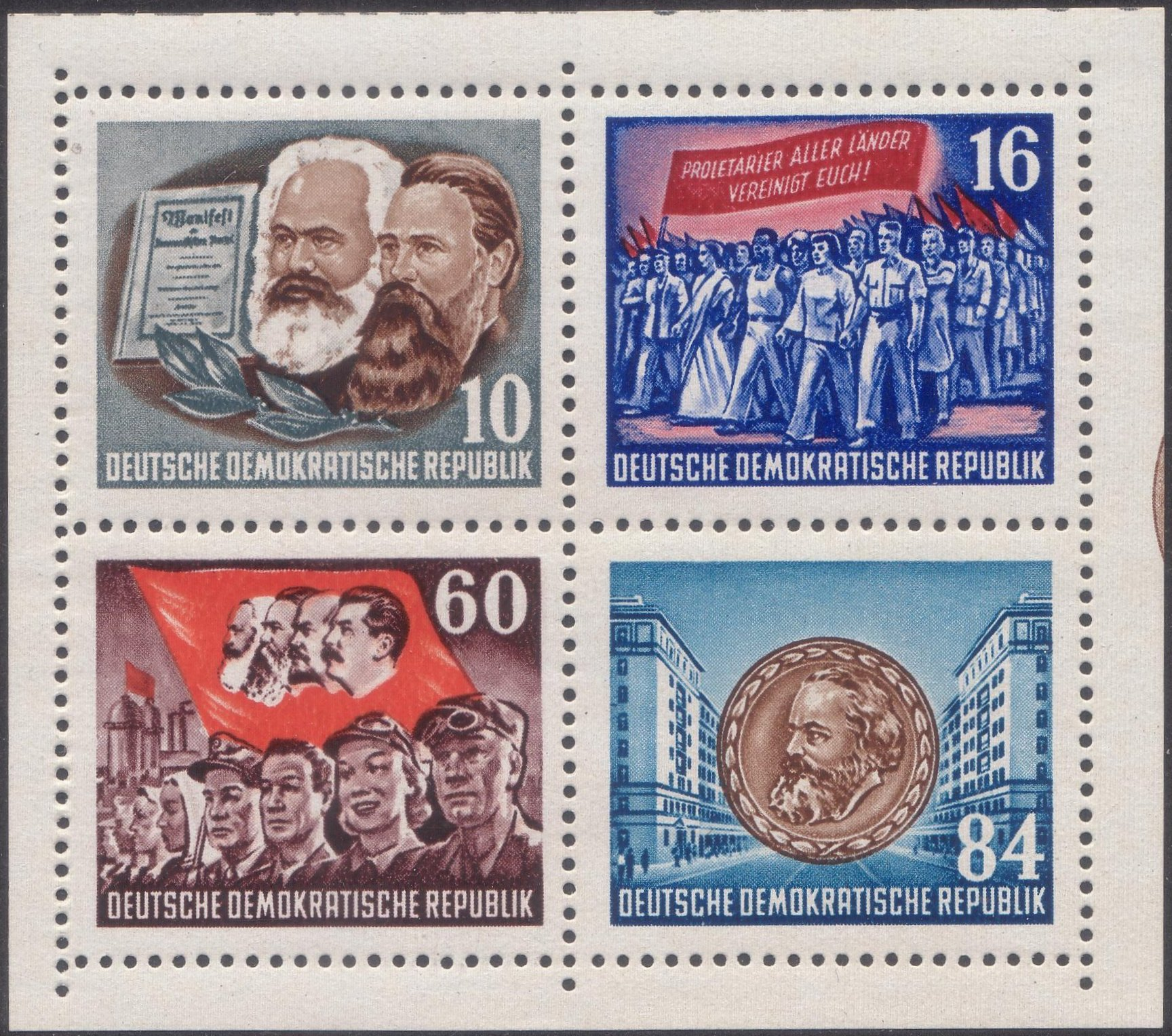
Beschnittener Block 9A „Karl-Marx-Jahr 1953“ (Ausgabetag: 10. März 1955)